# タチアナ・リアブーシンスカ

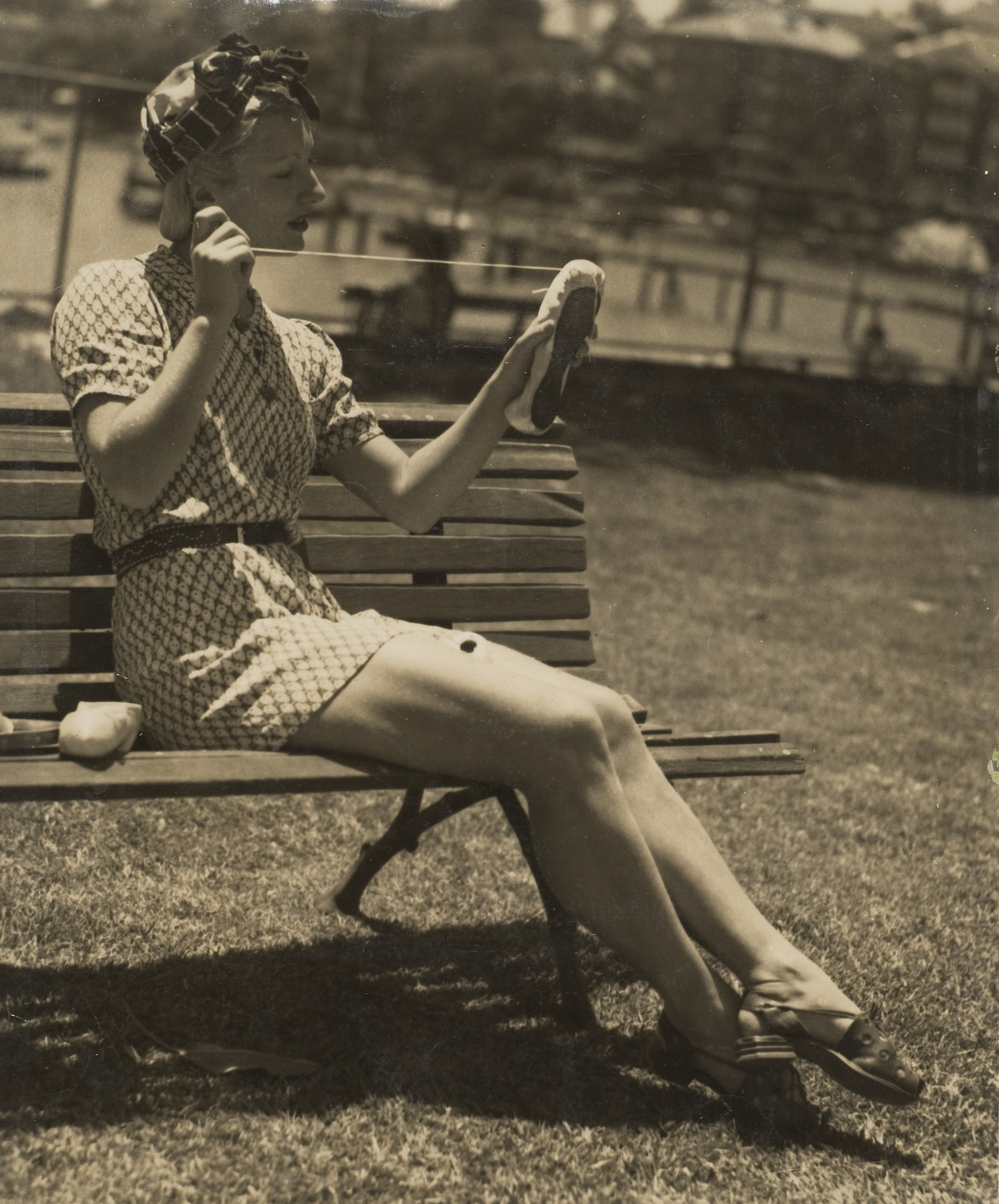
1940年代のリアブシンスカ

タチアナ・ミハイロヴナ・リアブーシンスカ（ロシア語:Татьяна Михайловна Рябушинская；ラテン文字転写の例:Tatiana Mikhailovna Riabouchinska、1917年5月23日 - 2000年8月24日）は、ロシアのバレエダンサーである。なお、ロシア語名はタチヤーナ・ミハーイロヴナ・リャブシーンスカヤ。

## 概要

### 生涯
モスクワでロシア帝国の有名な実業一家リャブシーンスキイ家（Рябушинские）に生まれた。父ミハイルは銀行家、母タチヤーナはボリショイ劇場のバレリーナであった。その後、娘タチヤーナもバレリーナを目指すところとなり、マチルダ・クシェシンスカヤに師事した。のち、フランスでバレエ・リュス・ド・モンテカルロに参加し、プリマバレリーナとなった。
のちアメリカ合衆国に定住し、バレエ教師となった。彼女に教わった女優には、リタ・モレノ、アン・マーグレット、ジョアン・ウッドワードらがいる。

### 逸話
アメリカの作家レイ・ブラッドベリは、彼女をモデルに小説『かくてリアブチンスカは死せり』を書いている。但し、作家がモデルとしているのは彼女の容貌と名前だけである。